# Перт (руна)
т (англ. Pert) — чотирнадцята руна германського Старшого (першого) Футарка. Відповідник кириличної літери П (або латиничної P). Точне значення назви невідоме, може стосуватися чаші чи дошки для настільної гри. У староанглійській рунічній поемі зазначено
ᛈ peorð byþ symble plega and hlehter / ƿlancum [on middum], ðar ƿigan sittaþ / on beorsele bliþe ætsomne
«Peorð — джерело відновлення та задоволення для великих, де воїни сидять щасливо разом у бражній залі».